# 华能新能源
華能新能源股份有限公司（英語：Huaneng Renewables Corporation Limited，港交所除牌前0958.HK），簡稱華能新能源，是中國華能集團旗下從事新能源業務的子公司，是中國第三大的風力發電商，主要從事風力發電、太陽能及其他新能源的開發。

## 历史
2010年12月，華能新能源在香港進行公開招股，招股價介乎2.98至3.98港元，集資額介乎74億至99億元，並引入國家電網、淡馬錫控股、中銀投資、中國誠通及WLR五名基礎投資者。但華能新能源因市況不佳推遲上市計劃。
2011年5月，華能新能源再在香港進行公開招股，招股價調低至2.28至2.98港元之間，集資最多74億，並引入多達13位基礎投資者。
2019年10月，中國華能集團提出以每股3.17元港元私有化華能新能源。華能新能源在2020年2月25日完成私有化。

## 外部連結
- 華能新能源公司網站（页面存档备份，存于）
- 華能新能源第一次招股章程（页面存档备份，存于）
- 華能新能源第二次招股章程（页面存档备份，存于）